# 西单北大街
39°54′29″N 116°22′04″E / 39.90813°N 116.36783°E

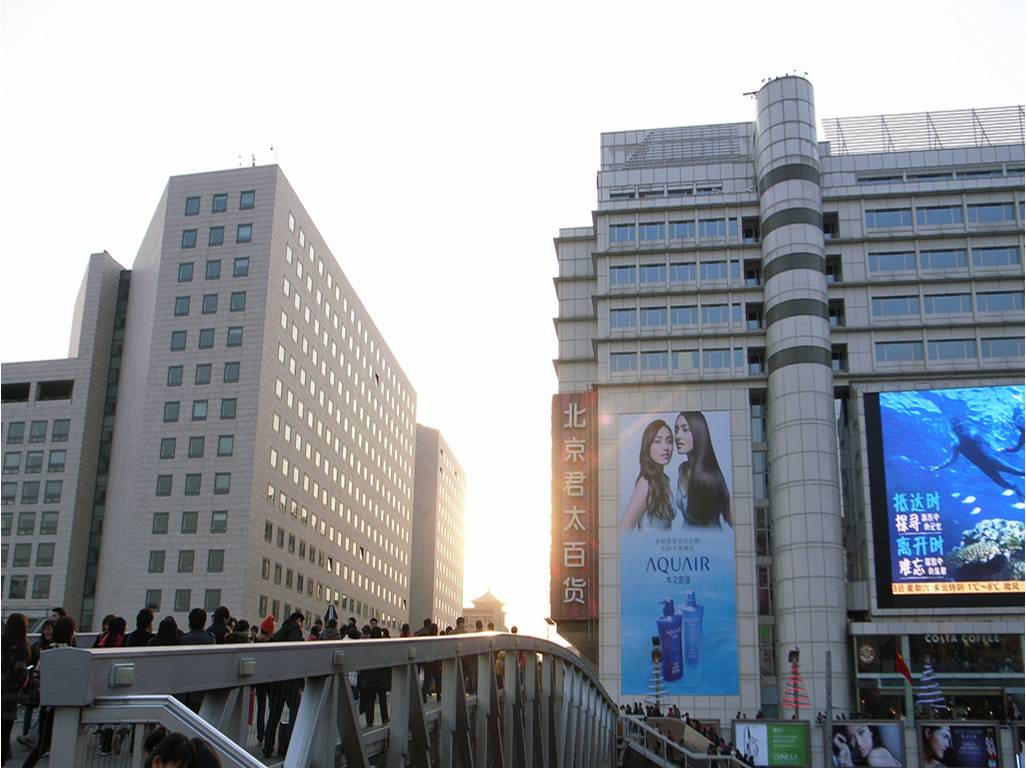
夕阳下的西单北大街天桥
右为北京君太百货，左为中国银行总行，
中间为横跨西单北大街的过街天桥

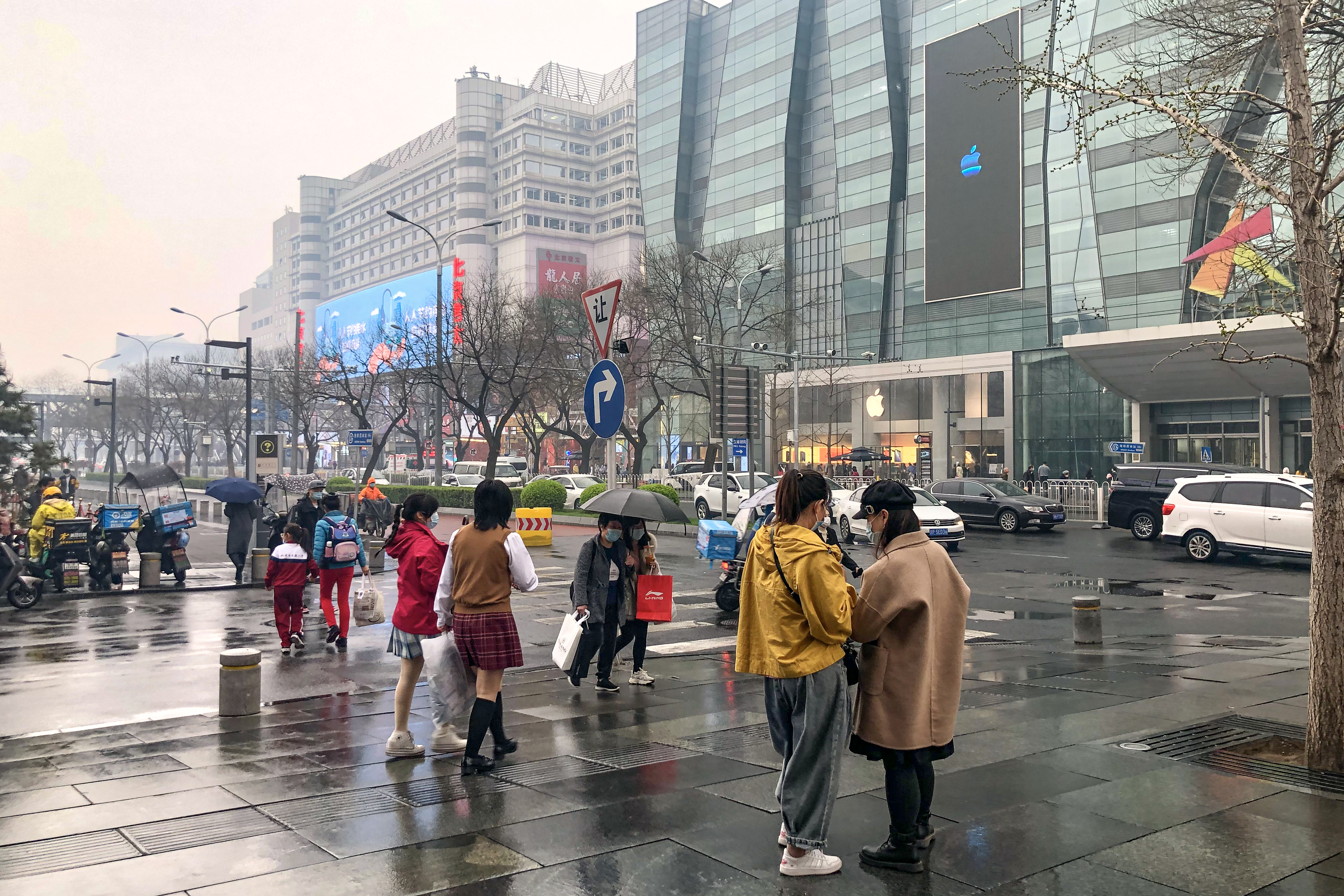
西单北大街与堂子胡同交叉口

西单北大街是位于中国北京市西城区中部的一条大街，因位于西单以北而得名。

## 简介

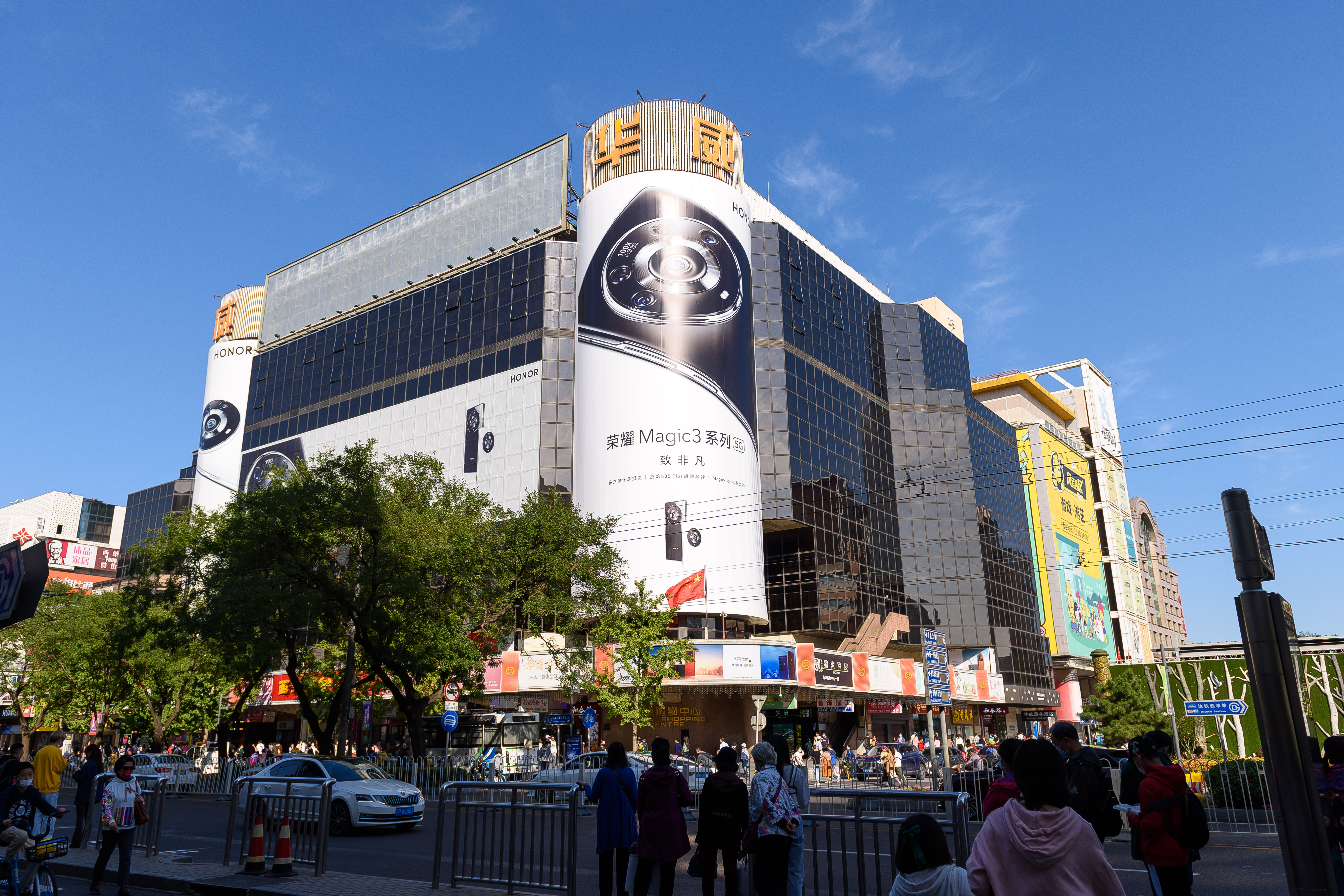
华威大厦，系北欧国家在华投资的第一项工程

西单北大街南起西单，与西长安街西口、复兴门内大街东口连接，北到丰盛胡同东口，连接西四南大街，全长1288米。西单北大街南段，明朝称“单牌楼街”因南端有西单牌楼。清朝时，南段称“西单牌楼大街”、“瞻云坊北大街”，或称“宣武街”，泛称“西单牌楼”，北段称“甘石桥街”。 1911年，将锡拉胡同并入，并且将南北两段合并，统称“西单北大街”。文化大革命中，曾一度改名“红旗大街”、“延安路”。后来恢复原名。
西单北大街原为土路，1906年铺碎石；1924年通行有轨电车，1959年拆除并铺沥青混凝土面层。
西单北大街在西单与西长安街－复兴门内大街相交；中部与辟才胡同－灵境胡同相交；北端与丰盛胡同相交。
西单北大街自清朝末年开始，商业逐渐繁盛，到20世纪成为北京的三大商业街之一。大街上商店鳞次栉比，有西单购物中心、西单商场等。
西单北大街地下有地铁4号线，大街上设灵境胡同和西单两站。